# Lista över avsnitt av Stargate SG-1
Avsnitt ur TV-serien Stargate SG-1, som är uppföljare till långfilmen Stargate från 1994.

## Säsonger

### Säsong 1
| Nr i serien | Nr i säsongen | Titel                                 | Regissör           | Manus                           | Originalvisning              |
| ----------- | ------------- | ------------------------------------- | ------------------ | ------------------------------- | ---------------------------- |
| 12          | 101102        | "Children of the Gods"                | Mario Azzopardi    | Jonathan Glassner & Brad Wright | 27 juli 1997 (Showtime)      |
| 3           | 103           | "The Enemy Within"                    | Dennis Berry       | Brad Wright                     | 1 augusti 1997 (Showtime)    |
| 4           | 104           | "Emancipation"                        | Jeff Woolnough     | Katharyn Michaelian Powers      | 8 augusti 1997 (Showtime)    |
| 5           | 105           | "The Broca Divide"                    | Bill Gereghty      | Jonathan Glassner               | 15 augusti 1997 (Showtime)   |
| 6           | 106           | "The First Commandment"               | Dennis Berry       | Robert C. Cooper                | 22 augusti 1997 (Showtime)   |
| 7           | 107           | "Cold Lazarus"                        | Kenneth J. Girotti | Jeff F. King                    | 29 augusti 1997 (Showtime)   |
| 8           | 108           | "The Nox"                             | Charlie Correll    | Hart Hanson                     | 12 september 1997 (Showtime) |
| 9           | 109           | "Brief Candle"                        | Mario Azzopardi    | Katharyn Michaelian Powers      | 19 september 1997 (Showtime) |
| 10          | 110           | "Thor's Hammer"                       | Brad Turner        | Katharyn Michaelian Powers      | 26 september 1997 (Showtime) |
| 11          | 111           | "The Torment of Tantalus"             | Jonathan Glassner  | Robert C. Cooper                | 3 oktober 1997 (Showtime)    |
| 12          | 112           | "Bloodlines"                          | Mario Azzopardi    | Jeff F. King                    | 10 oktober 1997 (Showtime)   |
| 13          | 113           | "Fire and Water"                      | Allan Eastman      | Katharyn Michaelian Powers      | 17 oktober 1997 (Showtime)   |
| 14          | 114           | "Hathor"                              | Brad Turner        | Jonathan Glassner               | 24 oktober 1997 (Showtime)   |
| 15          | 115           | "Singularity"                         | Mario Azzopardi    | Robert C. Cooper                | 31 oktober 1997 (Showtime)   |
| 16          | 116           | "Cor-ai"                              | Mario Azzopardi    | Tom J. Astle                    | 23 januari 1998 (Showtime)   |
| 17          | 117           | "Enigma"                              | Bill Gereghty      | Katharyn Michaelian Powers      | 30 januari 1998 (Showtime)   |
| 18          | 118           | "Solitudes"                           | Martin Wood        | Brad Wright                     | 6 februari 1998 (Showtime)   |
| 19          | 119           | "Tin Man"                             | Jimmy Kaufman      | Jeff F. King                    | 13 februari 1998 (Showtime)  |
| 20          | 120           | "There But For the Grace of God"      | David Warry-Smith  | Robert C. Cooper                | 20 februari 1998 (Showtime)  |
| 21          | 121           | "Politics (Part 1)"                   | Martin Wood        | Brad Wright                     | 27 februari 1998 (Showtime)  |
| 22          | 122           | "Within the Serpent's Grasp (Part 2)" | David Warry-Smith  | Jonathan Glassner               | 6 mars 1998 (Showtime)       |

### Säsong 2
| Nr i serien | Nr i säsongen | Titel                         | Regissör          | Manus                                        | Originalvisning                                    |
| ----------- | ------------- | ----------------------------- | ----------------- | -------------------------------------------- | -------------------------------------------------- |
| 23          | 201           | "The Serpent's Lair (Part 3)" | Jonathan Glassner | Brad Wright                                  | 26 juni 1998 (Showtime)                            |
| 24          | 202           | "In the Line of Duty"         | Martin Wood       | Robert C. Cooper                             | 3 juli 1998 (Showtime)                             |
| 25          | 203           | "Prisoners"                   | David Warry-Smith | Terry Curtis Fox                             | 10 juli 1998 (Showtime)                            |
| 26          | 204           | "The Gamekeeper"              | Martin Wood       | Jonathan Glassner & Brad Wright              | 17 juli 1998 (Showtime)                            |
| 27          | 205           | "Need"                        | David Warry-Smith | Robert C. Cooper & Damian Kindler            | 24 juli 1998 (Showtime)                            |
| 28          | 206           | "Thor's Chariot"              | William Gereghty  | Katharyn Powers                              | 31 juli 1998 (Showtime)                            |
| 29          | 207           | "Message in a Bottle"         | David Warry-Smith | Michael Greenburg, Jarrad Paul & Brad Wright | 7 augusti 1998 (Showtime)                          |
| 30          | 208           | "Family"                      | William Gereghty  | Katharyn Powers                              | 14 augusti 1998 (Showtime)                         |
| 31          | 209           | "Secrets"                     | Duane Clark       | Terry Curtis Fox                             | 21 augusti 1998 (Showtime)                         |
| 32          | 210           | "Bane"                        | David Warry-Smith | Robert C. Cooper                             | 25 september 1998 (Showtime)                       |
| 3334        | 211212        | "The Tokr'a"                  | Brad Turner       | Jonathan Glassner                            | 2 oktober 1998 (Showtime)9 oktober 1998 (Showtime) |
| 35          | 213           | "Spirits"                     | Martin Wood       | Tor Alexander Valenza                        | 23 oktober 1998 (Showtime)                         |
| 36          | 214           | "Touchstone"                  | Brad Turner       | Sam Egan                                     | 30 oktober 1998 (Showtime)                         |
| 37          | 215           | "The Fifth Race"              | David Warry-Smith | Robert C. Cooper                             | 16 december 1998 (Sky One)                         |
| 38          | 216           | "A Matter of Time"            | Jimmy Kaufman     | Misha Rashovichm & Brad Wright               | 9 december 1998 (Sky One)                          |
| 39          | 217           | "Holiday"                     | David Warry-Smith | Tor Alexander Valenza                        | 13 januari 1999 (Sky One)                          |
| 40          | 218           | "Serpent's Song"              | Peter DeLuise     | Katharyn Powers                              | 6 januari 1999 (Sky One)                           |
| 41          | 219           | "One False Step"              | William Corcoran  | Michael Kaplan & John Sanborn                | 20 januari 1999 (Sky One)                          |
| 42          | 220           | "Show and Tell"               | Peter DeLuise     | Jonathan Glassner                            | 3 februari 1999 (Sky One)                          |
| 43          | 221           | "1969"                        | Charles Correll   | Brad Wright                                  | 27 januari 1999 (Sky One)                          |
| 44          | 222           | "Out of Mind (Del 1)"         | Martin Wood       | Jonathan Glassner & Brad Wright              | 10 februari 1999 (Sky One)                         |

### Säsong 3
| Nr i serien | Nr i säsongen | Titel                         | Regissör            | Manus                                                | Originalvisning            |
| --- | ------------- | ----------------------------- | ------------------- | ---------------------------------------------------- | -------------------------- |
| 45 | 301           | "Into the Fire (Part 2)"      | Martin Wood         | Brad Wright                                          | 25 juni 1999 (Showtime)    |
| Hammond leder ett farligt räddningsuppdrag som går ut på att ta tillbaka SG-1. |               |                               |                     |                                                      |                            |
| 46 | 302           | "Seth"                        | William Corcoran    | Jonathan Glassner                                    | 2 juli 1999 (Showtime)     |
| Tok'ran Selmac/Jacob Carter har fått för sig att en Goa'uld, Seth, befinner sig på jorden. Daniel Jackson upptäcker efter databassökande att han troligen är en beväpnad sektledare i delstaten Oregon som är väl känd av ATF.                                            |               |                               |                     |                                                      |                            |
| 47 | 303           | "Fair Game"                   | Martin Wood         | Robert C. Cooper                                     | 9 juli 1999 (Showtime)     |
| Den nye försvarsministern är på besök, Samantha Carter befordras från kapten till major och Jack O'Neill hamnar plötsligt på ett rymdskepp, tillsammans med asgarden Thor, som roterar runt jorden.                                                                       |               |                               |                     |                                                      |                            |
| 48 | 304           | "Legacy"                      | Peter DeLuise       | Tor Alexander Valenza                                | 16 juli 1999 (Showtime)    |
| Teamet är oroliga för Daniel som beter sig konstigt efter ett besök på en planet där man hittat nio mördade Goa'ulder. |               |                               |                     |                                                      |                            |
| 49 | 305           | "Learning Curve"              | Martin Wood         | Heather E. Ash                                       | 23 juli 1999 (Showtime)    |
| Jack O'Neill, Teal'c och Daniel Jackson medverkar i ett utbytesprogram och reser till planeten Orban. |               |                               |                     |                                                      |                            |
| 50 | 306           | "Point of View"               | Peter DeLuise       | J. Glassner & B. Wright & R.C. Cooper & T.A. Valenza | 30 juli 1999 (Showtime)    |
| Genom att använda spegeln från "There But For the Grace of God", dyker Carter och Charles Kawalsky upp i SGC från en alternativ verklighet där Jorden har invaderats av Goa'ulderna. SG-1 räddar den andra verkligheten genom att kontakta deras version av Asgard.       |               |                               |                     |                                                      |                            |
| 51 | 307           | "Deadman Switch"              | Martin Wood         | Robert C. Cooper                                     | 6 augusti 1999 (Showtime)  |
| SG-1 tillfånga tas av en prisjägare som använder dem som bete för att fånga en Tok'ra. Goa'ulderna har fått hans ras att bli beroende av en drog som endast kan tas fram av dem, men han ändrar sig i sista minuten och ber Sam att hjälpa honom att bli fri från drogen. |               |                               |                     |                                                      |                            |
| 52 | 308           | "Demons"                      | Peter DeLuise       | Carl Binder                                          | 13 augusti 1999 (Showtime) |
| Vid ett besök i en ny planet, finner SG-1 en kvinna kedjad vid en påle i mitten av en by. De friar kvinnan, bara för att upptäcka att hon hade varit kedjad som ett offer till en demon.                                                                                  |               |                               |                     |                                                      |                            |
| 53 | 309           | "Rules of Engagement"         | William F. Gereghty | Terry Curtis Fox                                     | 20 augusti 1999 (Showtime) |
| När SG-1 kommer till en ny planet, blir de förvånade att finna en annan SG team under attack från Jaffa trupper. SG-1 hjälper det okända SG teamet, bara för att upptäcka att de inte är riktigt SG soldater.                                                             |               |                               |                     |                                                      |                            |
| 54 | 310           | "Forever in a Day"            | Peter DeLuise       | Jonathan Glassner                                    | 8 oktober 1999 (Showtime)  |
| 55 | 311           | "Past and Present"            | William F. Gereghty | Tor Alexander Valenza                                | 15 oktober 1999 (Showtime) |
| 56 | 312           | "Jolinar's Memories (Part 1)" | Peter DeLuise       | Sonny Wareham & Daniel Stashower                     | 22 oktober 1999 (Showtime) |
| 57 | 313           | "The Devil You Know (Part 2)" | Peter DeLuise       | Robert C. Cooper                                     | 29 oktober 1999 (Showtime) |
| 58 | 314           | "Foothold"                    | Andy Mikita         | Heather E. Ash                                       | 5 november 1999 (Showtime) |
| 59 | 315           | "Pretense"                    | David Warry-Smith   | Katharyn Powers                                      | 12 december 1999 (Sky One) |
| 60 | 316           | "Urgo"                        | Peter DeLuise       | Tor Alexander Valenza                                | 19 december 1999 (Sky One) |
| 61 | 317           | "A Hundred Days"              | David Warry-Smith   | Brad Wright                                          | 7 januari 2000 (Sky One)   |
| 62 | 318           | "Shades of Grey"              | Martin Wood         | Jonathan Glassner                                    | 14 januari 2000 (Sky One)  |
| 63 | 319           | "New Ground"                  | Chris McMullen      | Heather E. Ash                                       | 21 januari 2000 (Sky One)  |
| 64 | 320           | "Maternal Instinct"           | Peter Woeste        | Robert C. Cooper                                     | 28 januari 2000 (Sky One)  |
| 65 | 321           | "Crystal Skull"               | Martin Wood         | Michael Greenburg & Jarrad Paul & Brad Wright        | 4 februari 2000 (Sky One)  |
| 66 | 322           | "Nemesis (Part 1)"            | Martin Wood         | Robert C. Cooper                                     | 11 februari 2000 (Sky One) |

### Säsong 4
| Nr i serien | Nr i säsongen | Titel                      | Regissör          | Manus                                       | Originalvisning              |
| ----------- | ------------- | -------------------------- | ----------------- | ------------------------------------------- | ---------------------------- |
| 67          | 401           | "Small Victories (Part 2)" | Martin Wood       | Robert C. Cooper                            | 30 juni 2000 (Showtime)      |
| 68          | 402           | "The Other Side"           | Peter DeLuise     | Brad Wright                                 | 7 juli 2000 (Showtime)       |
| 69          | 403           | "Upgrades"                 | Martin Wood       | David Rich                                  | 14 juli 2000 (Showtime)      |
| 70          | 404           | "Crossroads"               | Peter DeLuise     | Katharyn Powers                             | 21 juli 2000 (Showtime)      |
| 71          | 405           | "Divide and Conquer"       | Martin Wood       | Tor Alexander Valenza                       | 28 juli 2000 (Showtime)      |
| 72          | 406           | "Window of Opportunity"    | Peter DeLuise     | Joseph Mallozzi & Paul Mullie               | 4 augusti 2000 (Showtime)    |
| 73          | 407           | "Watergate"                | Martin Wood       | Robert C. Cooper                            | 11 augusti 2000 (Showtime)   |
| 74          | 408           | "The First Ones"           | Peter DeLuise     | Peter DeLuise                               | 18 augusti 2000 (Showtime)   |
| 75          | 409           | "Scorched Earth"           | Martin Wood       | Joseph Mallozzi & Paul Mullie               | 25 augusti 2000 (Showtime)   |
| 76          | 410           | "Beneath the Surface"      | Peter DeLuise     | Heather E. Ash                              | 1 september 2000 (Showtime)  |
| 77          | 411           | "Point of No Return"       | William Gereghty  | Joseph Mallozzi & Paul Mullie               | 8 september 2000 (Showtime)  |
| 78          | 412           | "Tangent"                  | Peter DeLuise     | Michael Cassutt                             | 15 september 2000 (Showtime) |
| 79          | 413           | "The Curse"                | Andy Mikita       | Joseph Mallozzi & Paul Mullie               | 22 september 2000 (Showtime) |
| 80          | 414           | "The Serpent's Venom"      | Martin Wood       | Peter DeLuise                               | 29 september 2000 (Showtime) |
| 81          | 415           | "Chain Reaction"           | Martin Wood       | Joseph Mallozzi & Paul Mullie               | 5 januari 2001 (Sky One)     |
| 82          | 416           | "2010"                     | Andy Mikita       | Brad Wright                                 | 12 januari 2001 (Sky One)    |
| 83          | 417           | "Absolute Power"           | Peter DeLuise     | Robert C. Cooper                            | 19 januari 2001 (Sky One)    |
| 84          | 418           | "The Light"                | Peter Woeste      | James Phillips                              | 26 januari 2001 (Sky One)    |
| 85          | 419           | "Prodigy"                  | Peter DeLuise     | Brad Wright & Joseph Mallozzi & Paul Mullie | 5 februari 2001 (Sky One)    |
| 86          | 420           | "Entity"                   | Allan Lee         | Peter DeLuise                               | 9 februari 2001 (Sky One)    |
| 87          | 421           | "Double Jeopardy"          | Michael Shanks    | Robert C. Cooper                            | 16 februari 2001 (Sky One)   |
| 88          | 422           | "Exodus (Part 1)"          | David Warry-Smith | Joseph Mallozzi & Paul Mullie               | 23 februari 2001 (Sky One)   |

### Säsong 5
| Nr i serien | Nr i säsongen | Titel                 | Regissör         | Manus                                                          | Originalvisning             |
| ----------- | ------------- | --------------------- | ---------------- | -------------------------------------------------------------- | --------------------------- |
| 89          | 501           | "Enemies (Part 2)"    | Martin Wood      | Brad Wright & Robert C. Cooper & Joseph Mallozzi & Paul Mullie | 29 juni 2001 (Showtime)     |
| 90          | 502           | "Threshold (Part 3)"  | Peter DeLuise    | Brad Wright                                                    | 6 juli 2001 (Showtime)      |
| 91          | 503           | "Ascension"           | Martin Wood      | Robert C. Cooper                                               | 13 juli 2001 (Showtime)     |
| 92          | 504           | "The Fifth Man"       | Peter DeLuise    | Joseph Mallozzi & Paul Mullie                                  | 20 juli 2001 (Showtime)     |
| 93          | 505           | "Red Sky"             | Martin Wood      | Ron Wilkerson                                                  | 27 juli 2001 (Showtime)     |
| 94          | 506           | "Rite of Passage"     | Peter DeLuise    | Heather E. Ash                                                 | 3 augusti 2001 (Showtime)   |
| 95          | 507           | "Beast of Burden"     | Martin Wood      | Peter DeLuise                                                  | 10 augusti 2001 (Showtime)  |
| 96          | 508           | "The Tomb"            | Peter DeLuise    | Joseph Mallozzi & Paul Mullie                                  | 17 augusti 2001 (Showtime)  |
| 97          | 509           | "Between Two Fires"   | William Gereghty | Ron Wilkerson                                                  | 24 augusti 2001 (Showtime)  |
| 98          | 510           | "2001"                | Peter DeLuise    | Brad Wright                                                    | 31 augusti 2001 (Showtime)  |
| 99          | 511           | "Desperate Measures"  | William Gereghty | Joseph Mallozzi & Paul Mullie                                  | 7 september 2001 (Showtime) |
| 100         | 512           | "Wormhole X-Treme!"   | Peter DeLuise    | Brad Wright & Joseph Mallozzi & Paul Mullie                    | 8 september 2001 (Showtime) |
| 101         | 513           | "Proving Ground"      | Andy Mikita      | Ron Wilkerson                                                  | 8 mars 2002 (Sky One)       |
| 102         | 514           | "48 Hours"            | Peter F. Woeste  | Robert C. Cooper                                               | 15 mars 2002 (Sky One)      |
| 103         | 515           | "Summit (Part 1)"     | Martin Wood      | Joseph Mallozzi & Paul Mullie                                  | 22 mars 2002 (Sky One)      |
| 104         | 516           | "Last Stand (Part 2)" | Martin Wood      | Robert C. Cooper                                               | 29 mars 2002 (Sky One)      |
| 105         | 517           | "Fail Safe"           | Andy Mikita      | Joseph Mallozzi & Paul Mullie                                  | 5 april 2002 (Sky One)      |
| 106         | 518           | "The Warrior"         | Peter DeLuise    | Christopher Judge                                              | 12 april 2002 (Sky One)     |
| 107         | 519           | "Menace"              | Martin Wood      | James Tichenor                                                 | 26 april 2002 (Sky One)     |
| 108         | 520           | "The Sentinel"        | Peter DeLuise    | Ron Wilkerson                                                  | 3 maj 2002 (Sky One)        |
| 109         | 521           | "Meridian"            | Will Waring      | Robert C. Cooper                                               | 10 maj 2002 (Sky One)       |
| 110         | 522           | "Revelations"         | Martin Wood      | Joseph Mallozzi & Paul Mullie                                  | 17 maj 2002 (Sky One)       |

### Säsong 6
| Nr i serien | Nr i säsongen | Titel                          | Regissör         | Manus                              | Originalvisning                                           |
| ----------- | ------------- | ------------------------------ | ---------------- | ---------------------------------- | --------------------------------------------------------- |
| 111112      | 601602        | "Redemption"                   | Martin Wood      | Robert C. Cooper                   | 7 juni 2002 (Sci Fi Channel)14 juni 2002 (Sci Fi Channel) |
| 113         | 603           | "Descent"                      | Peter DeLuise    | Joseph Mallozzi & Paul Mullie      | 21 juni 2002 (Sci Fi Channel)                             |
| 114         | 604           | "Frozen"                       | Martin Wood      | Robert C. Cooper                   | 28 juni 2002 (Sci Fi Channel)                             |
| 115         | 605           | "Nightwalkers"                 | Peter DeLuise    | Joseph Mallozzi & Paul Mullie      | 12 juli 2002 (Sci Fi Channel)                             |
| 116         | 606           | "Abyss"                        | Martin Wood      | Brad Wright                        | 19 juli 2002 (Sci Fi Channel)                             |
| 117         | 607           | "Shadow Play"                  | Peter DeLuise    | Joseph Mallozzi & Paul Mullie      | 26 juli 2002 (Sci Fi Channel)                             |
| 118         | 608           | "The Other Guys"               | Martin Wood      | Damian Kindler                     | 2 augusti 2002 (Sci Fi Channel)                           |
| 119         | 609           | "Allegiance"                   | Peter DeLuise    | Peter DeLuise                      | 9 augusti 2002 (Sci Fi Channel)                           |
| 120         | 610           | "Cure"                         | Andy Mikita      | Damian Kindler                     | 16 augusti 2002 (Sci Fi Channel)                          |
| 121         | 611           | "Prometheus (Part 1)"          | Peter F. Woeste  | Joseph Mallozzi & Paul Mullie      | 23 augusti 2002 (Sci Fi Channel)                          |
| 122         | 612           | "Unnatural Selection (Part 2)" | Andy Mikita      | Robert C. Cooper & Brad Wright     | 4 december 2002 (Sky One)                                 |
| 123         | 613           | "Sight Unseen"                 | Peter F. Woeste  | Ron Wilkerson                      | 11 december 2002 (Sky One)                                |
| 124         | 614           | "Smoke & Mirrors"              | Peter DeLuise    | Katharyn Powers                    | 18 december 2002 (Sky One)                                |
| 125         | 615           | "Paradise Lost"                | William Gereghty | Robert C. Cooper                   | 8 januari 2003 (Sky One)                                  |
| 126         | 616           | "Metamorphosis"                | Peter DeLuise    | Jacqueline Samuda & James Tichenor | 15 januari 2003 (Sky One)                                 |
| 127         | 617           | "Disclosure"                   | William Gereghty | Joseph Mallozzi & Paul Mullie      | 22 januari 2003 (Sky One)                                 |
| 128         | 618           | "Forsaken"                     | Andy Mikita      | Damian Kindler                     | 29 januari 2003 (Sky One)                                 |
| 129         | 619           | "The Changeling"               | Martin Wood      | Christopher Judge & Brad Wright    | 5 februari 2003 (Sky One)                                 |
| 130         | 620           | "Memento"                      | Peter DeLuise    | Damian Kindler                     | 12 februari 2003 (Sky One)                                |
| 131         | 621           | "Prophecy"                     | Will Waring      | Joseph Mallozzi & Paul Mullie      | 19 februari 2003 (Sky One)                                |
| 132         | 622           | "Full Circle"                  | Martin Wood      | Robert C. Cooper                   | 19 februari 2003 (Sky One)                                |

### Säsong 7
| Nr i serien | Nr i säsongen | Titel                 | Regissör        | Manus                                              | Originalvisning                                            |
| ----------- | ------------- | --------------------- | --------------- | -------------------------------------------------- | ---------------------------------------------------------- |
| 133         | 701           | "Fallen (Part 1)"     | Martin Wood     | Robert C. Cooper                                   | 13 juni 2003 (Sci Fi Channel)                              |
| 134         | 702           | "Homecoming (Part 2)" | Martin Wood     | Joseph Mallozzi & Paul Mullie                      | 13 juni 2003 (Sci Fi Channel)                              |
| 135         | 703           | "Fragile Balance"     | Peter DeLuise   | Peter DeLuise & Michael Greenburg & Damian Kindler | 20 juni 2003 (Sci Fi Channel)                              |
| 136         | 704           | "Orpheus"             | Peter DeLuise   | Peter DeLuise                                      | 27 juni 2003 (Sci Fi Channel)                              |
| 137         | 705           | "Revisions"           | Martin Wood     | Joseph Mallozzi & Paul Mullie                      | 11 juli 2003 (Sci Fi Channel)                              |
| 138         | 706           | "Lifeboat"            | Peter DeLuise   | Brad Wright                                        | 18 juli 2003 (Sci Fi Channel)                              |
| 139         | 707           | "Enemy Mine"          | Peter DeLuise   | Peter DeLuise                                      | 25 juli 2003 (Sci Fi Channel)                              |
| 140         | 708           | "Space Race"          | Andy Mikita     | Damian Kindler                                     | 1 augusti 2003 (Sci Fi Channel)                            |
| 141         | 709           | "Avenger 2.0"         | Martin Wood     | Joseph Mallozzi & Paul Mullie                      | 8 augusti 2003 (Sci Fi Channel)                            |
| 142         | 710           | "Birthright"          | Peter DeLuise   | Christopher Judge                                  | 15 augusti 2003 (Sci Fi Channel)                           |
| 143144      | 711712        | "Evolution"           | Peter DeLuise   | Michael Shanks & Damian Kindler                    | 22 augusti 2003 (Sci Fi Channel)15 december 2003 (Sky One) |
| 145         | 713           | "Grace"               | Peter F. Woeste | Damian Kindler                                     | 6 januari 2004 (Sky One)                                   |
| 146         | 714           | "Fallout"             | Martin Wood     | Corin Nemec & Joseph Mallozzi & Paul Mullie        | 13 januari 2004 (Sky One)                                  |
| 147         | 715           | "Chimera"             | Will Waring     | Robert C. Cooper & Damian Kindler                  | 20 januari 2004 (Sky One)                                  |
| 148         | 716           | "Death Knell"         | Peter DeLuise   | Peter DeLuise                                      | 27 januari 2004 (Sky One)                                  |
| 149150      | 717718        | "Heroes"              | Andy Mikita     | Robert C. Cooper                                   | 3 februari 2004 (Sky One)10 februari 2004 (Sky One)        |
| 151         | 719           | "Resurrection"        | Amanda Tapping  | Michael Shanks                                     | 17 februari 2004 (Sky One)                                 |
| 152         | 720           | "Inauguration"        | Peter F. Woeste | Joseph Mallozzi & Paul Mullie                      | 24 februari 2004 (Sky One)                                 |
| 153154      | 721722        | "Lost City"           | Martin Wood     | Brad Wright & Robert C. Cooper                     | 2 mars 2004 (Sky One)9 mars 2004 (Sky One)                 |

### Säsong 8
| Nr i serien | Nr i säsongen | Titel                  | Regissör         | Manus                                                             | Originalvisning                                      |
| ----------- | ------------- | ---------------------- | ---------------- | ----------------------------------------------------------------- | ---------------------------------------------------- |
| 155156      | 801802        | "New Order"            | Andy Mikita      | Joseph Mallozzi & Paul MullieRobert C. Cooper                     | 9 juli 2004 (Sci Fi Channel)                         |
| 157         | 803           | "Lockdown"             | Will Waring      | Joseph Mallozzi & Paul Mullie                                     | 23 juli 2004 (Sci Fi Channel)                        |
| 158         | 804           | "Zero Hour"            | Peter Woeste     | Damian Kindler                                                    | 30 juli 2004 (Sci Fi Channel)                        |
| 159         | 805           | "Icon"                 | Martin Wood      | Damian Kindler                                                    | 6 augusti 2004 (Sci Fi Channel)                      |
| 160         | 806           | "Avatar"               | Martin Wood      | Damian Kindler                                                    | 13 augusti 2004 (Sci Fi Channel)                     |
| 161         | 807           | "Affinity"             | Peter DeLuise    | Peter DeLuise                                                     | 20 augusti 2004 (Sci Fi Channel)                     |
| 162         | 808           | "Covenant"             | Martin Wood      | Ron Wilkerson                                                     | 27 augusti 2004 (Sci Fi Channel)                     |
| 163         | 809           | "Sacrifices"           | Andy Mikita      | Christopher Judge                                                 | 10 september 2004 (Sci Fi Channel)                   |
| 164         | 810           | "Endgame"              | Peter DeLuise    | Joseph Mallozzi & Paul Mullie                                     | 17 september 2004 (Sci Fi Channel)                   |
| 165         | 811           | "Gemini"               | Will Waring      | Peter DeLuise                                                     | 14 december 2004 (Sky One)                           |
| 166         | 812           | "Prometheus Unbound"   | Andy Mikita      | Damian Kindler                                                    | 21 december 2004 (Sky One)                           |
| 167         | 813           | "It's Good to Be King" | William Gereghty | Michael Greenburg & Peter DeLuise & Joseph Mallozzi & Paul Mullie | 4 januari 2005 (Sky One)                             |
| 168         | 814           | "Full Alert"           | Andy Mikita      | Joseph Mallozzi & Paul Mullie                                     | 11 januari 2005 (Sky One)                            |
| 169         | 815           | "Citizen Joe"          | Andy Mikita      | Robert C. Cooper & Damian Kindler                                 | 18 januari 2005 (Sky One)                            |
| 170171      | 816817        | "Reckoning"            | Peter DeLuise    | Damian Kindler                                                    | 25 januari 2005 (Sky One)1 februari 2005 (Sky One)   |
| 172         | 818           | "Threads"              | Andy Mikita      | Robert C. Cooper                                                  | 8 februari 2005 (Sky One)                            |
| 173174      | 819820        | "Moebius"              | Peter DeLuise    | Joseph Mallozzi & Paul Mullie & Brad Wright & Robert C. Cooper    | 15 februari 2005 (Sky One)22 februari 2005 (Sky One) |

### Säsong 9
| Nr i serien | Nr i säsongen | Titel                 | Regissör         | Manus                                       | Originalvisning                                            |
| ----------- | ------------- | --------------------- | ---------------- | ------------------------------------------- | ---------------------------------------------------------- |
| 175176      | 901902        | "Avalon"              | Andy Mikita      | Robert C. Cooper                            | 15 juli 2005 (Sci Fi Channel)22 juli 2005 (Sci Fi Channel) |
| 177         | 903           | "Origin"              | Brad Turner      | Robert C. Cooper                            | 29 juli 2005 (Sci Fi Channel)                              |
| 178         | 904           | "The Ties That Bind"  | Will Waring      | Joseph Mallozzi & Paul Mullie               | 5 augusti 2005 (Sci Fi Channel)                            |
| 179         | 905           | "The Powers That Be"  | Will Waring      | Martin Gero                                 | 12 augusti 2005 (Sci Fi Channel)                           |
| 180         | 906           | "Beachhead"           | Brad Turner      | Brad Wright                                 | 19 augusti 2005 (Sci Fi Channel)                           |
| 181         | 907           | "Ex Deus Machina"     | Martin Wood      | Joseph Mallozzi & Paul Mullie               | 26 augusti 2005 (Sci Fi Channel)                           |
| 182         | 908           | "Babylon"             | Peter DeLuise    | Damian Kindler                              | 9 september 2005 (Sci Fi Channel)                          |
| 183         | 909           | "Prototype"           | Peter DeLuise    | Alan McCullough                             | 16 september 2005 (Sci Fi Channel)                         |
| 184185      | 910911        | "The Fourth Horseman" | Andy Mikita      | Damian Kindler                              | 16 september 2005 (Sci Fi Channel)6 januari 2006 (Sky One) |
| 186         | 912           | "Collateral Damage"   | Will Waring      | Joseph Mallozzi & Paul Mullie               | 13 januari 2006 (Sky One)                                  |
| 187         | 913           | "Ripple Effect"       | Peter DeLuise    | Brad Wright & Joseph Mallozzi & Paul Mullie | 20 januari 2006 (Sky One)                                  |
| 188         | 914           | "Stronghold"          | Peter DeLuise    | Alan McCullough                             | 27 januari 2006 (Sky One)                                  |
| 189         | 915           | "Ethon"               | Ken Girotti      | Robert C. Cooper & Damian Kindler           | 3 februari 2006 (Sky One)                                  |
| 190         | 916           | "Off the Grid"        | Peter DeLuise    | Alan McCullough                             | 10 februari 2006 (Sky One)                                 |
| 191         | 917           | "The Scourge"         | Ken Girotti      | Joseph Mallozzi & Paul Mullie               | 17 februari 2006 (Sky One)                                 |
| 192         | 918           | "Arthur's Mantle"     | Peter DeLuise    | Alan McCullough                             | 24 februari 2006 (Sky One)                                 |
| 193         | 919           | "Crusade"             | Robert C. Cooper | Robert C. Cooperi                           | 3 mars 2006 (Sky One)                                      |
| 194         | 920           | "Camelot (Part 1)"    | Martin Wood      | Joseph Mallozzi & Paul Mullie               | 10 mars 2006 (Sky One)                                     |

### Säsong 10
| Nr i serien | Nr i säsongen | Titel                 | Regissör         | Manus | Originalvisning                                            |
| ----------- | ------------- | --------------------- | ---------------- | --- | ---------------------------------------------------------- |
| 195         | 1             | "Flesh and Blood"     | Will Waring      | Robert C. Cooper                                                                                             | 14 juli 2006 (Sci Fi Channel)                              |
| 196         | 2             | "Morpheus"            | Andy Mikita      | Joseph Mallozzi & Paul Mullie                                                                                | 21 juli 2006 (Sci Fi Channel)                              |
| 197         | 3             | "The Pegasus Project" | Will Waring      | Brad Wright                                                                                                  | 28 juli 2006 (Sci Fi Channel)                              |
| 198         | 4             | "Insiders"            | Peter F. Woeste  | Alan McCullough                                                                                              | 4 augusti 2006 (Sci Fi Channel)                            |
| 199         | 5             | "The Uninvited"       | Will Waring      | Damian Kindler                                                                                               | 11 augusti 2006 (Sci Fi Channel)                           |
| 200         | 6             | "200"                 | Martin Wood      | Brad Wright & Robert C. Cooper & Joseph Mallozzi & Paul Mullie & Carl Binder & Martin Gero & Alan McCullough | 18 augusti 2006 (Sci Fi Channel)                           |
| 201         | 7             | "Counterstrike"       | Andy Mikita      | Joseph Mallozzi & Paul Mullie                                                                                | 25 augusti 2006 (Sci Fi Channel)                           |
| 202         | 8             | "Memento Mori"        | Peter DeLuise    | Joseph Mallozzi & Paul Mullie                                                                                | 8 september 2006 (Sci Fi Channel)                          |
| 203         | 9             | "Company of Thieves"  | Will Waring      | Alan McCullough                                                                                              | 15 september 2006 (Sci Fi Channel)                         |
| 204205      | 1011          | "The Quest"           | Andy Mikita      | Joseph Mallozzi & Paul Mullie                                                                                | 22 september 2006 (Sci Fi Channel)9 januari 2007 (Sky One) |
| 206         | 12            | "Line in the Sand"    | Peter DeLuise    | Alan McCullough                                                                                              | 16 januari 2007 (Sky One)                                  |
| 207         | 13            | "The Road Not Taken"  | Peter DeLuise    | Alan McCullough                                                                                              | 23 januari 2007 (Sky One)                                  |
| 208         | 14            | "The Shroud"          | Andy Mikita      | Robert C. Cooper & Brad Wright                                                                               | 30 januari 2007 (Sky One)                                  |
| 209         | 15            | "Bounty"              | Peter DeLuise    | Damian Kindler                                                                                               | 6 februari 2007 (Sky One)                                  |
| 210         | 16            | "Bad Guys"            | Peter DeLuise    | Martin Gero & Ben Browder                                                                                    | 13 februari 2007 (Sky One)                                 |
| 211         | 17            | "Talion"              | Andy Mikita      | Damian Kindler                                                                                               | 20 februari 2007 (Sky One)                                 |
| 212         | 18            | "Family Ties"         | Peter DeLuise    | Joseph Mallozzi & Paul Mullie                                                                                | 27 februari 2007 (Sky One)                                 |
| 213         | 19            | "Dominion"            | William Waring   | Alex Levine & Alan McCullough                                                                                | 6 mars 2007 (Sky One)                                      |
| 214         | 20            | "Unending"            | Robert C. Cooper | Robert C. Cooper                                                                                             | 13 mars 2007 (Sky One)                                     |

### Fotnoter
1. ↑  ”Stargate SG-1” (på engelska). TV.Com. Arkiverad från originalet den 11 januari 2017. https://web.archive.org/web/20170111013016/http://www.tv.com/shows/stargate-sg-1/. Läst 26 januari 2017.